# Volkswagen Phideon
Volkswagen Phideon – samochód osobowy klasy wyższej produkowany pod niemiecką marką Volkswagen w latach 2016-2023. 

## Historia i opis modelu

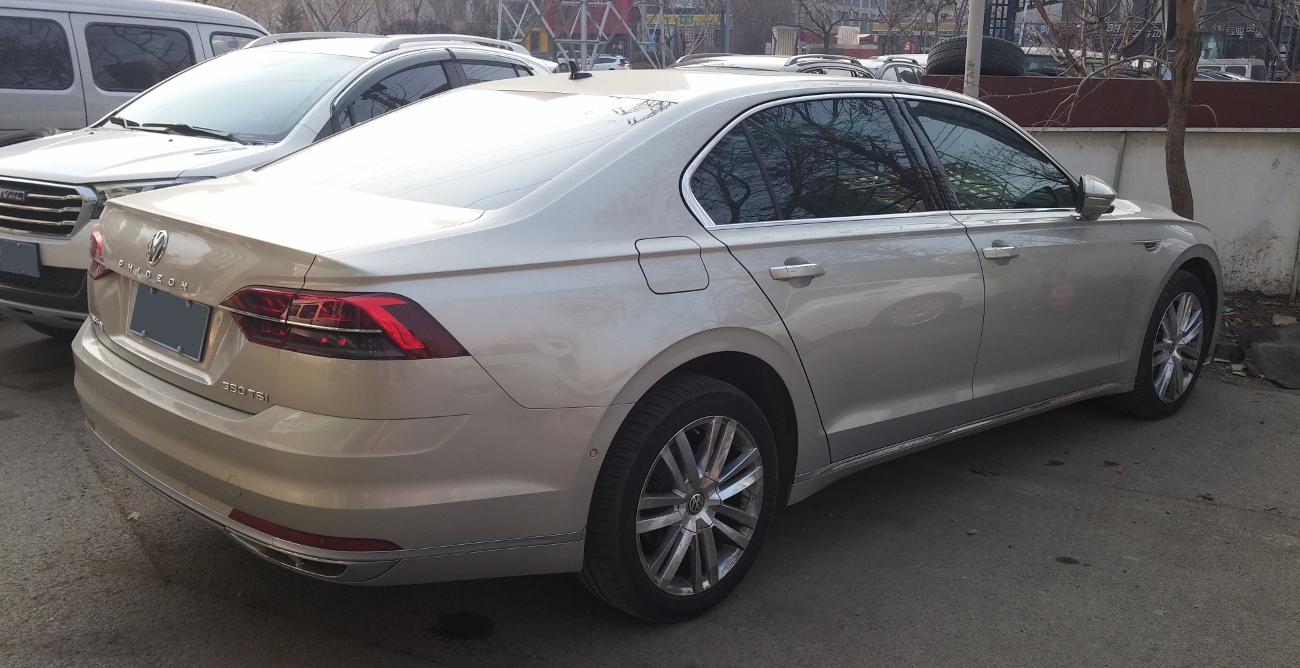
Volkswagen Phideon przed liftingiem - tył

Pojazd został po raz pierwszy oficjalnie zaprezentowany podczas targów motoryzacyjnych w Genewie w 2016 roku, choć skonstruowane zostało wyłącznie z przeznaczeniem na chiński rynek motoryzacyjny. Auto zostało zbudowane na bazie wydłużonej płyty podłogowej MLB. 

### Lifting
W 2021 roku samochód przeszedł lifting.

### Wyposażenie
- GTE

Pojazd wyposażony został m.in. w adaptacyjne, diodowe reflektory przednie, trzystrefową klimatyzację automatyczną, pneumatyczne zawieszenie, elektryczny układ domykania drzwi, fotele z funkcją masażu oraz wentylacją oraz kamerę noktowizyjną i trójkolorowy system oświetlenia kabiny, wyświetlacz HUD oraz adaptacyjny tempomat.

### Silniki
Podstawową jednostką napędową pojazdu jest silnik benzynowy 3.0 V6TFSI o pojemności 3.0 l i mocy maksymalnej 300 KM pochodzący z Audi A6/A8. Silnik ten generuje 440 Nm momentu obrotowego. Klienci będą mogli wybrać także słabszą jednostkę napędową - rzędowy, czterocylindrowy silnik benzynowy 2.0 TSI o mocy przekraczającej 200 KM, który występuje także w wersji GTE, która wspomagana jest silnikiem elektrycznym.